# Apicia aurana
Apicia aurana är en fjärilsart som beskrevs av Druce 1892. Apicia aurana ingår i släktet Apicia och familjen mätare. Inga underarter finns listade i Catalogue of Life.